# Fernanda Porto
Fernanda Porto, de son vrai nom Maria Fernanda Dutra Clemente (née le 31 décembre 1965 à Serra Negra, dans l'État de São Paulo), est une chanteuse et instrumentiste brésilienne de drum and bossa (un mélange de drum and bass et de bossa nova prophétisé par Xerxes de Oliveira et Joe S).

## Biographie
Son premier album, l'homonyme Fernanda Porto, sorti en 2002, se vend à plus de 100 000 exemplaires au Brésil, et fait de Fernanda Porto une chanteuse internationalement reconnue. Elle connaît un grand succès en Europe, ses chansons étant parmi les plus demandées dans les discothèques européennes. Après 11 ans sans album, Fernanda Porto annonce un album de 10 chansons, avec un single tous les 15 jours, qui sort le 10 avril 2020.

## Discographie
- 2002 : Fernanda Porto (120 000 exemplaires vendus[3])
- 2004 : Giramundo (+ 50 000 exemplaires vendus)
- 2006 : Fernanda Porto Ao Vivo (CD + DVD) - + 5 000 exemplaires vendus)
- 2009 : Auto Retrato (+ 3 000 exemplaires vendus)
- 2020 : Corpo Elétrico e Alma Acústica

### Collaborations
- 2001 : Cool Steps (DJ Patife)
- 2001 : Sambaloco - Espiritual Drum'n'bass vol. 1 (DJ Marky, DJ Patife, autres)
- 2005 : Um Barzinho, um Violão - Jovem Guarda

### Bandes-sons
- 1996 : Ruído de Passos (film de Denise Gonçalves)
- 1997 : Vitimas da vitória (de Berenice Mendes)
- 1997 : O Velho – A história de Luiz Carlos Prestes (de Toni Venturi, bande son avec Marcelo Goldman[3])